# نازاروفکا (شهرستان روبتسوفسکی، سرزمین آلتای)
نازاروفکا (به لاتین: Nazarovka) یک منطقهٔ مسکونی در روسیه است که در سرزمین آلتای واقع شده‌است.